# Translatio imperii
Translatio imperii, latin för ”överföring av världsherradöme”, är ett begrepp som uppkom under medeltiden i Europa för att beskriva den linjära utvecklingen de ansåg ägt rum, genom att världsherradömet enligt deras mening förflyttats från högkulturer under antiken till norra Europa under deras egen tid. Begreppet är nära förbundet med translatio studii, ”överföring av lärdom”.
Begreppet användes främst under medeltiden, dock med olika synsätt på var herradömet uppstått och vilket land som hade herravälde. Delvis kanske de olika synsätten kan bero på att de levde under olika tider. Schematiskt kan man ställa upp följande huvudteorier:
- Otto av Freising (tysk): Rom → Bysans → frankerna → langobarderna → germanerna (Tysk-romerska riket)
- Chrétien de Troyes (fransman): Grekland → Rom → Frankrike
- Richard de Bury (engelsman): Aten → Rom → Paris → Storbritannien

Idén om translatio imperii anses idag vara en avfärdad, typisk medeltida föreställning. Jacques Le Goff har i La civilisation de l'Occident médieval (1964) visat att orsakssammanhanget när begreppet användes var starkt beroende av religiösa överväganden, samt att ingen tog i beaktande att flera länder kunde ha herravälde samtidigt.
Norra Europas syn på translatio imperii upprörde Petrarca under 1300-talet, som i ett brev till påven förklarade att Rom fortfarande var kulturens och dessutom kristendomens centrum. 